# Mysore
Mysore, officielt Mysuru (kannada: ಮೈಸೂರು (tr. Maisūru)), er en by i den indiske delstat Karnataka med  indbyggere. Mysore kaldes for "Karnatakas kulturelle hovedstad", og turismen spiller en ganske vigtig rolle i byens økonomi.
Byen var hovedstad i Kongeriget Mysore under Wodeyar-dynastiet. Deres store palads, "Ambavilas Palace" (færdiggjort i 1912), er bygget i en sen-victoriansk stil kaldet "indo-saracenisk." Den vigtige Dasara-festival, der varer i ti dage, ender med en ceremoni i dette palads.